# Viva Discoteca Especia 2014
Albums par Especia
GUSTO
(28 mai 2014)
EPs par Especia
AMARGA
(22 mai 2013) Primera
(18 février 2015)
Viva Discoteca Especia 2014 est la première vidéo live du groupe japonais Especia, réalisée au Club Quattro à Osaka le 1er juin 2014 et sorti en DVD le 1er octobre 2014, distribué par le label indépendant Tsubasa Records. Il est alors le dernier matériel du groupe à être sorti par ce label, le groupe ayant signé peu après chez un label major.

## Détails du single
La vidéo du concert tenu au Club Quattro à Osaka, le 1er juin 2014, sort en DVD le 1er octobre 2014. Il atteint la 110e place du classement hebdomadaire des ventes de DVD à l'Oricon et s'y maintient pendant une semaine.
Le DVD regroupe les chansons, dont celles extraites des albums et d'autres sorties en single, ici interprétées par les membres au concert effectué. Il sort ainsi quelques jours après le départ d'un des membres Akane Sugimoto, qui a cependant participé au concert et est donc créditée sur le DVD.

## Membres
Membres crédités sur l'album :
- Haruka Tominaga (leader)
- Chika Sannomiya
- Chihiro Mise
- Akane Sugimoto
- Monari Wakita
- Erika Mori

## Liste des titres
| 1.  | AMARGA                                           |  |
| 2.  | Knight Rider (ナイトライダー)                    |  |
| 3.  | Parliament (パーラメント)                        |  |
| 4.  | Orange Fast Lane (オレンジ・ファストレーン)      |  |
| 5.  | Kirameki Seaside (きらめきシーサイド)            |  |
| 6.  | FunkyRock                                        |  |
| 7.  | Sensual Game (センシュアルゲーム)                |  |
| 8.  | Twilight Palm Beach (トワイライト・パームビーチ) |  |
| 9.  | Ame no Parlor (雨のパーラー)                     |  |
| 10. | Interlude                                        |  |
| 11. | Maserati Nagisa Medley (マセラティ渚メドレー)    |  |
| 12. | Intro                                            |  |
| 13. | BayBlues                                         |  |
| 14. | BEHIND YOU                                       |  |
| 15. | Abyss (アビス)                                   |  |
| 16. | FOOLISH                                          |  |
| 17. | No1 Sweeper                                      |  |
| 18. | Theme of BayBridge                               |  |

| 1. | X・O                                       |  |
| 2. | YA・ME・TE!                                |  |
| 3. | Midnight Confusion (ミッドナイトConfusion) |  |

| 1. | Twinkle Emotion                                                    |  |
| 2. | Midnight Confusion (Purness Waterman Edit) (ミッドナイトConfusion) |  |